# Bitwa pod Ayacucho
Bitwa pod Ayacucho (w pobliżu miasta Ayacucho w Peru) – starcie zbrojne, które miało miejsce 9 grudnia 1824 w czasie wojen o niepodległość Ameryki Łacińskiej.

## Przed bitwą
Na skutek bitwy na przełęczy Corpahuaico oraz zajęcie przez wiernych Hiszpanii rojalistów Huamanguilla głównodowodzący wojskami republikańskimi (Patriotami) gen. Antonio José de Sucre, podkomendny Simóna Bolívara utracił możliwość dalszego marszu w kierunku Humamanga i został zmuszony do przyjęcia bitwy w niesprzyjających warunkach. Obóz wojsk patriotycznych w La Quinua znajdował się na terenach zamieszkałych przed ludność wrogą Republice, a armia rojalistyczna zajęła lepszą pozycję na górze Condorcunca górującej nad płaskowzgórzem Ayacucho ("miejsce umarłych" w języku keczua).
Armia republikańska liczyła ok. 5800 żołnierzy, podzielonych na trzy dywizje, którymi dowodzili gen. Jose de La Mar, Jose Cordova i Jacinto Lara. Dysponowała jedną armatą. Kawalerią, składającą się z czterech pułków, dowodził gen. Guillermo Miller. Armią dowodził gen. Antonio José de Sucre.
Wojska rojalistów liczyły ok. 9300 żołnierzy wyposażonych w 11 armat, podzielonych na Dywizję Awangardy pod dowództwem Jerónimo Valdésa, dywizję gen. Alejandro Villalobosa i dywizję gen. Juan Antonio Moneta. Kawaleria, którą dowodził brygadier Valentin Ferraz liczyła osiem szwadronów, podzielonych na dwie brygady. Dowódcą armii był wicekról Jose de la Serna.

## Bitwa
Rojaliści zajęli pozycje na zboczu góry Condorcunca, której stromy stok ułatwiał obronę. W nocy z 8 na 9 grudnia niewielkie pododdziały republikanów niepokoiły nieprzyjaciela wypadami, ale nie udało im się sprowokować armii hiszpańskiej do pościgu.
Rano 9 grudnia armia rojalistyczna rozpoczęła manewr zejścia obiema stronami zboczy Condorcunca i rozwinięcia się na płaskowzgórzu Ayacucho. Ok. 10.00 na lewym skrzydle rojalistów na płaskowzgórz wkroczył batalion pułku piechoty z Cuzco z Dywizji Villalobosa oraz szwadron kawalerii, osłaniające zejście i zajęcie pozycji ogniowych przez rojalistyczną artylerię. Zostały one ostrzelane przez patriotów.
Jednocześnie Dywizja Awangardy ok. 10.00 zaatakowała lewo skrzydło republikanów, spychając słabe ubezpieczenia i zmuszając do powolnego odwrotu dywizję La Mara. Oczekując na uzyskanie przez Valdésa powodzenia umożliwiającego rozwinięcie w pełni sił hiszpańskich pozostałe oddziały schodziły na płaskowzgórz, gotowe do oskrzydlenia nieprzyjaciela.

Rozwijającą się operację rojalistów zakłócił przedwczesny atak osłaniającego rozwinięcie lewego skrzydła 1 batalionu 1 pułku z dywizji gen. Villalobosa, dowodzonego przez płk. de Celisa na republikańską dywizję gen. Cordovy ok. godz. 10.30. Atak pojedynczego batalionu został z łatwością odparty ogniem karabinowym, a kontratakujący republikanie wsparci kawalerią gen Millera rozbili 1 batalion 1 pułku, którego dowódca poległ. Kontynuujące atak oddziały republikańskie uderzyły na nie gotowy do walki batalion rojalistycznego pułku Imperial Alejandro wywołując panikę i zdobywając dopiero ustawione na pozycji ogniowej hiszpańskie armaty, które nie oddały ani jednej salwy. Widząc powodzenie kontrataku swojego prawego skrzydła gen. Sucre wzmocnił kilkoma pododdziałami wciąż cofające się w uporczywej walce lewe skrzydło.

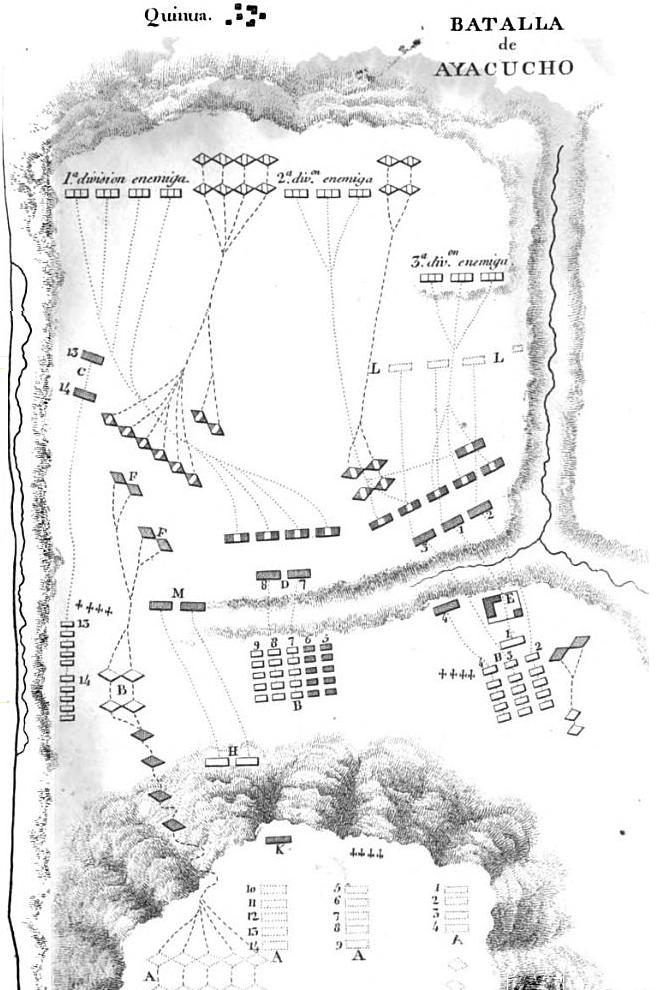
Plan bitwy pod Ayacucho - Mariano Torrente "Historia de la revolución hispano-americana"

W odpowiedzi na zakończony powodzeniem atak republikanów gen. Canterac rzucił do kontrataku rezerwową dywizję Moneta w wolną przestrzeń pomiędzy spychanymi przez Awangardę Valdésa wojskami La Mara a dywizjami Cordovy i Lary, wzmacniając kontratak rezerwami kawalerii. Rozwinięcie rojalistów utrudniały trudne warunki terenowe, kawalerzyści musieli sprowadzać swoje konie ze stoków góry Condorcunca pojedynczo, a rojaliści przechodzili uskok bardzo stłoczeni. La Mar zagrożony oskrzydleniem kontynuował odwrót przed Awangardą, a walkę z kontratakiem rojalistów podjęła dywizja Cordovy, atakując na bagnety rozwijające się pierwsze trzy bataliony dywizji Moneta. W zaciętym starciu rojaliści ulegli atakującym patriotom i po utracie większości oficerów zostali rozbici, a wspinający się na zbocze Condorcunca patrioci zmusili do panicznego odwrotu pozostałe bataliony Moneta. Próbę interwencji hiszpańskiej kawalerii odparły dwa regimenty patriotycznych lansjerów dowodzone przez gen. Millera, które następnie przeszły do pościgu za rojalistami, całkowicie rozbijając ich kawalerię.
Osiągnąwszy sukces na swym prawym skrzydle i w centrum republikanie skoncentrowali siły do ataku na rojalistyczną Dywizję Awangardy gen. Valdésa, uzyskując przewagę liczebną także na swym lewym skrzydle. Oskrzydlona szarżami patriotycznej kawalerii i zaatakowana także przez republikańskie rezerwy najlepsza dywizja rojalistów została zdezorganizowana i wycofała się w panice, a załamanego gen. Valdésa oficerowie dywizji zmusili do ucieczki. Wicekról de La Serna, próbujący powstrzymać uciekających żołnierzy został sześciokrotnie ranny i wzięty do niewoli, a zwycięscy republikanie ścigając rozbitą armie rojalistyczną zmusili ok. 13.00 jej resztki do wycofania na szczyt Condurcunca.

## Po bitwie
Po południu rojalistyczni generałowie Valdés i Camba zebrali ok. 500 żołnierzy na czele których chcieli maszerować w kierunku Cuzco i w oparciu o Górne Peru kontynuować walki przeciwko patriotom, lecz szef sztabu armii rojalistycznej i pozostali oficerowie pod wpływem klęski uznali kontynuowanie wojny za niewykonalne. 

Według wyliczeń D.F. O'Leary straty po stronie rojalistów wyniosły 1800 zabitych i 700 rannych, a po stronie patriotów 310 zabitych i 609 rannych. Inne dane podaje głównodowodzący patriotami Sucre w relacji do władz Kolumbii: 300 zabitych i 384 rannych patriotów, 200 zabitych i 600 rannych rojalistów. Ponadto 2000 żołnierzy rojalistycznych wraz z wicekrólem, głównodowodzącym Canteraciem i wszystkimi generałami, 16 pułkownikami i 552 innymi oficerami znalazło się w niewoli. Patrioci zdobyli tabory armii hiszpańskiej oraz jej zapasy broni. 

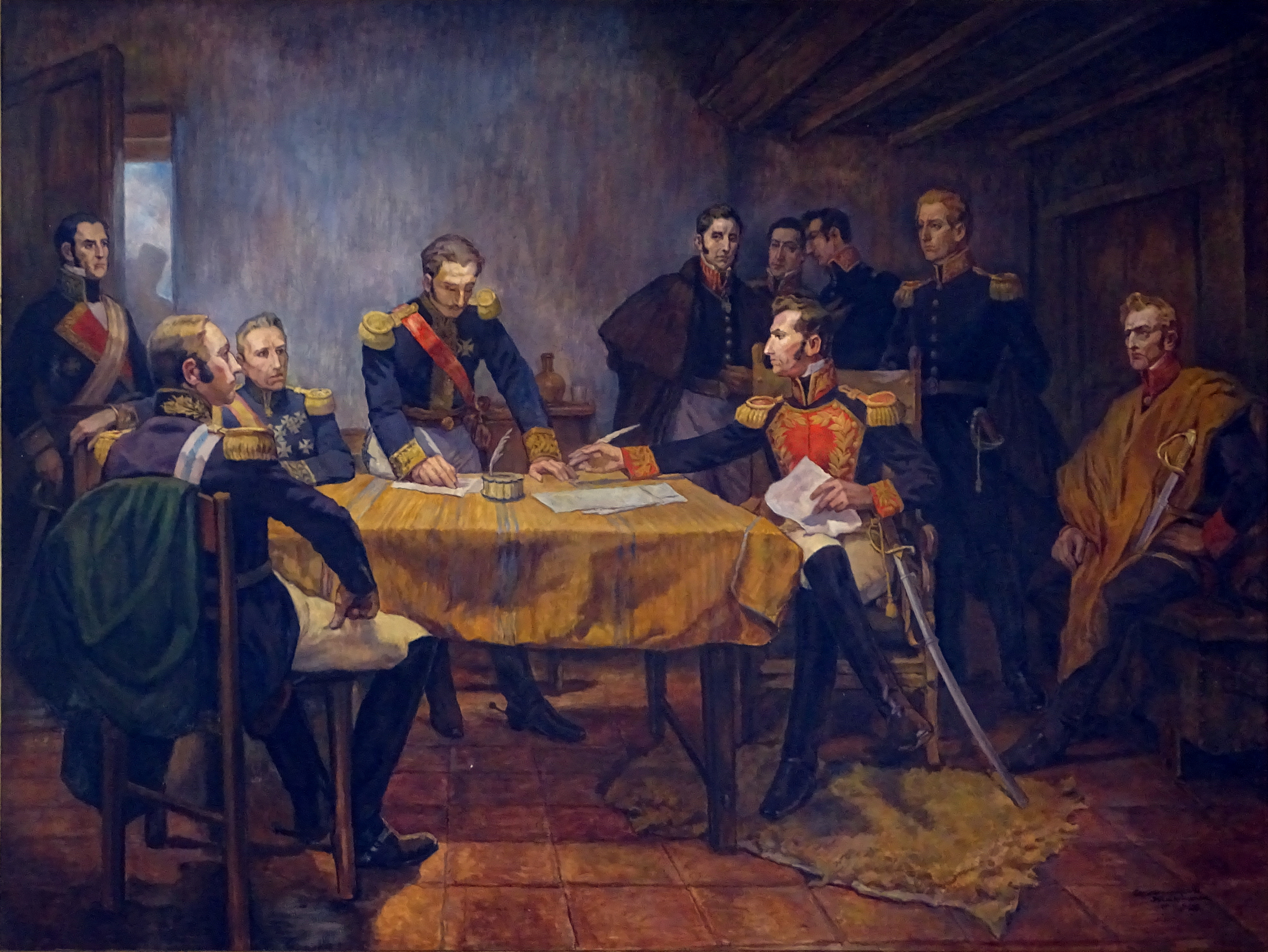
Podpisanie kapitulacji z Ayacucho

Późnym popołudniem 9 grudnia Sucre zaproponował pokonanym rojalistom wspaniałomyślne warunki pokoju. Na mocy podpisanej 10 grudnia 1824 r. Kapitulacji z Ayacucho rojaliści przekazali Republice całe terytorium Peru, poddali wszystkie garnizony, zwolnili jeńców i oddali broń oraz zapasy. Każdy zwolennik Hiszpanii mógł opuścić Peru zabierając swój majątek pod warunkiem zobowiązania do zaprzestania walki przeciwko Republice, a wszystkich którzy zdecydowali się pozostać objęła amnestia. Oficerom pozostawiono szable. Flota hiszpańska musiała opuścić wody Peru w ciągu sześciu miesięcy.
Na polu bitwy republikańscy generałowie Cordova i Lara awansowani zostali do stopni generała dywizji. W uznaniu zasług Sucre mianowany został Marszałkiem Ayacucho.
W grudniu patrioci zajęli Cusco. Na wiosnę 1825 r. opanowali Górne Peru.
Bitwa ta ostatecznie załamała kolonialne panowanie Hiszpanów w Ameryce Łacińskiej. Ostatnie oddziały hiszpańskie opuściły Amerykę Południową w styczniu 1826.